# Święta Lipka (gromada)
Święta Lipka (do 31 XII 1957 Pieckowo) – dawna gromada, czyli najmniejsza jednostka podziału terytorialnego Polskiej Rzeczypospolitej Ludowej w latach 1954–1972.
Gromady, z gromadzkimi radami narodowymi (GRN) jako organami władzy najniższego stopnia na wsi, funkcjonowały od reformy reorganizującej administrację wiejską przeprowadzonej jesienią 1954 do momentu ich zniesienia z dniem 1 stycznia 1973, tym samym wypierając organizację gminną w latach 1954–1972.
Gromadę Święta Lipka z siedzibą GRN w Świętej Lipce utworzono 1 stycznia 1958 w powiecie kętrzyńskim w woj. olsztyńskim w związku z przeniesieniem siedziby GRN gromady Pieckowo z Pieckowa do Świętej Lipki i zmianą nazwy jednostki na gromada Święta Lipka.
1 stycznia 1960 do gromady Święta Lipka włączono wsie Stąpławki i Wilkowo, osady Bezławki, Barwik, Dajnowo i Marzenin oraz PGR-y Stachowizna, Wólka Pilecka, Łazdoje i Stadniki ze zniesionej gromady Wilkowo w tymże powiecie.
Gromada przetrwała do końca 1972 roku, czyli do kolejnej reformy gminnej.